# Guiana nos Jogos Olímpicos de Verão de 1972
A Guiana competiu nos Jogos Olímpicos de Verão de 1968, em Munique, Alemanha Ocidental.

## Resultados por Evento

### Boxe
Peso Médio-ligeiro (– 71 kg)
- Reginald Ford
  - Primeira Rodada — Bye
  - Segunda Rodada — Perdeu para Alan Minter (GBR), nocaute no 2º round

### Ciclismo

#### Competição de Pista
1 km contra o relógio masculino
- Neville Hunte
  - Final — 1:10.48 (→ 22º lugar)